# Michael Sommer (Politiker, 1996)
Michael Sommer (* 28. März 1996 in Hollabrunn, Niederösterreich) ist ein österreichischer Politiker (FPÖ) und Unternehmer. Er ist seit 2013 in verschiedenen Funktionen in der FPÖ aktiv. Ab 23. März 2023 war er Abgeordneter zum Landtag von Niederösterreich. Dieses Mandat legte er im Juni 2025 zurück, nachdem er alkoholisiert mit einem Pkw einen Sachschaden verursachte.

## Leben

### Ausbildung und Beruf
Michael Sommer besuchte nach der Volksschule in Hollabrunn das Bundesrealgymnasium Hollabrunn, 2015 maturierte er in der HTL Hollabrunn im Bereich Elektronik und Technische Informatik. 2016 vollzog er einen Berufswechsel und machte sich als Einzelunternehmer im Bereich Finanzen und Versicherungen selbstständig. 2017 absolvierte er erfolgreich den Lehrgang zum akademischen Finanzdienstleister an der Fachakademie für Finanzdienstleister.
2019 gründete Sommer mit zwei weiteren Gesellschaftern die House of Finance GmbH, wo er seither als geschäftsführender Gesellschafter im Bereich Finanzen und Versicherungen tätig ist. Zwischen 2018 und 2021 war Sommer Fachvortragender an der Fachakademie für Finanzdienstleister und seit 2020 ist er zertifizierter Vortragender der Wirtschaftskammer Niederösterreich.
Im Juni 2024 verursachte er alkoholisiert einen Autounfall, der aber bei seinen politischen Funktionen ohne Folgen blieb. Am 15. Juni 2025 wurde bekannt, dass Sommer erneut alkoholisiert einen Verkehrsunfall verursacht hat, er gab bekannt, sein Landtagsmandat zurückzulegen. Sein Gemeinderatsmandat in Hollabrunn werde er behalten. Sein Landtagsmandat ging an Helmut Fiedler.

### Politik
Michael Sommer begann seine politische Laufbahn 2013 bei beim Ring Freiheitlicher Jugend (RFJ) in Niederösterreich, wo er von 2015 bis 2023 Landesobmann-Stellvertreter und von 2017 bis 2023 Landesgeschäftsführer war. Seit Dezember 2023 ist Sommer der Landesobmann der Freiheitlichen Jugend Niederösterreich.
Parallel wurde er 2014 Vorstandsmitglied der FPÖ Hollabrunn und ist seit März 2020 geschäftsführender Bezirksparteiobmann mit Bezirksobmann Christian Lausch. Seit 2020 ist er Gemeinderat in Hollabrunn.
Weiters ist Sommer als Unternehmer seit 2019 in der Freiheitlichen Wirtschaft aktiv und seit 2022 Landesobmann-Stellvertreter der Freiheitlichen Wirtschaft Niederösterreich. Seit 2020 ist Sommer außerdem Obmann der Freiheitlichen Wirtschaft Hollabrunn / Korneuburg.
Am 29. Jänner 2023 wurde er bei der Landtagswahl in Niederösterreich 2023 zum Abgeordneten zum Landtag von Niederösterreich gewählt und in der konstituierenden Landtagssitzung der XX. Gesetzgebungsperiode am 23. März 2023 angelobt. Sommer war Wirtschafts-, Finanz-, Budget-, Jugend- und Bildungssprecher der FPÖ im Niederösterreichischen Landtag. Seine Schwerpunkte im Landtag waren eine altersgerechte, zukunftsfitte Bildungspolitik sowie eine standortstärkende Wirtschaftspolitik.
Bei der Gemeinderatswahl 2025 trat Sommer als Spitzenkandidat der FPÖ Hollabrunn an. Sein Ziel war der erstmalige Bruch der absoluten Mehrheit der ÖVP Hollabrunn sowie der Zugewinn von Mandaten. Die Hauptwahlkampfpunkte waren die Absage an PV-Freiflächenanlagen auf Ackerboden, Abschaffung des generellen Tempo 30 in Hollabrunn und der Einsatz für eine „vernünftige Baupolitik“. Mit einem Ergebnis von 16,51 % und 6 Mandaten sowie dem Bruch der absoluten Mehrheit der ÖVP Hollabrunn konnte Sommer das beste Mandatsergebnis der FPÖ in Hollabrunn einstellen und erreichte erstmals den 2. Platz bei einer Gemeinderatswahl in Hollabrunn. Nach der Gemeinderatswahl befindet er sich in Sondierungsgesprächen mit der ÖVP für eine potentielle Regierungskoalition für Hollabrunn.